# محمد میرهاشم‌زاده

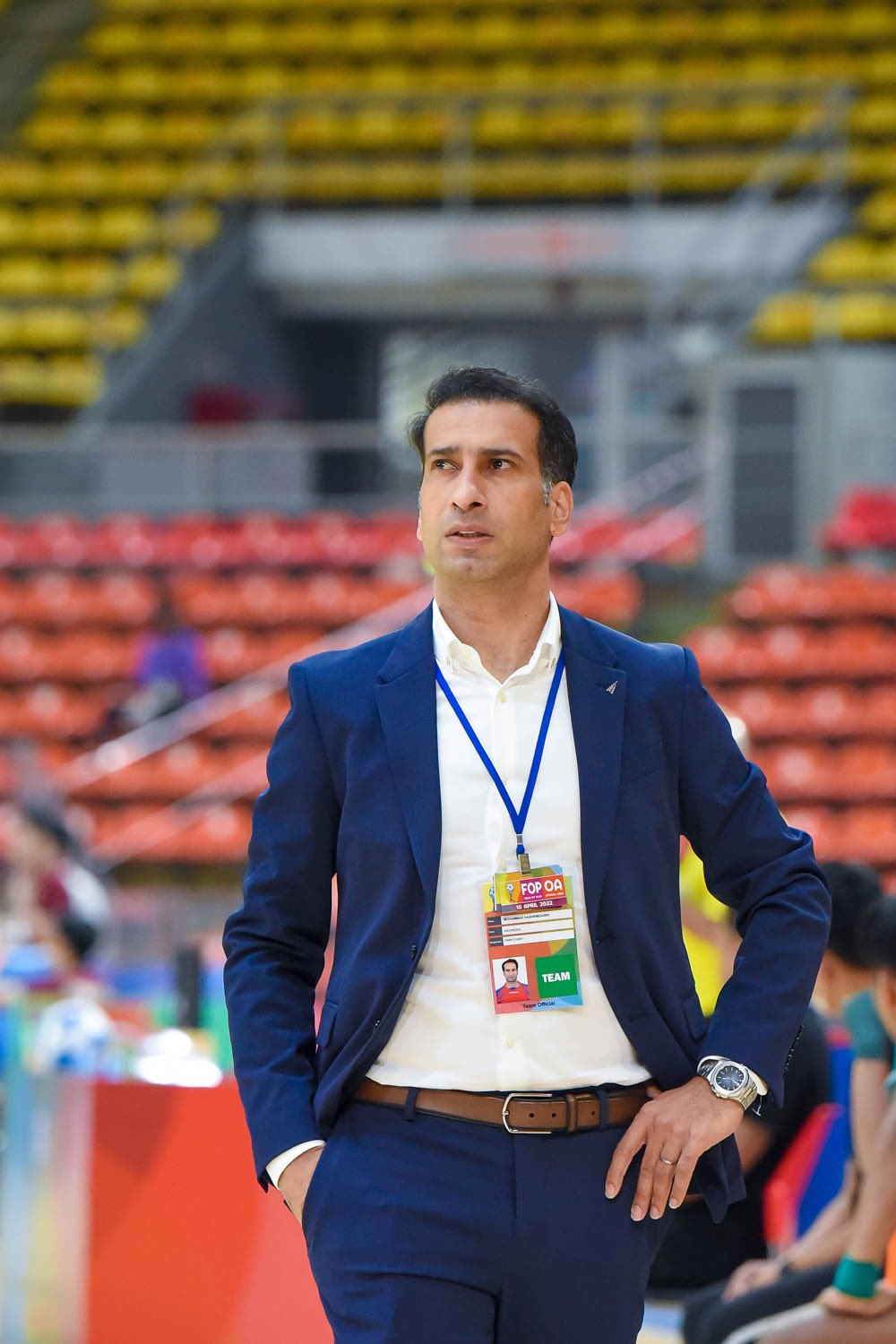
محمد هاشم‌زاده در سال ۲۰۲۲

محمد هاشم‌زاده (زاده ۷ بهمن ۱۳۵۵) بازیکن سابق و مربی فوتسال اهل ایران است.